# Rhyacophila rickeri
Rhyacophila rickeri là một loài Trichoptera trong họ Rhyacophilidae. Chúng phân bố ở miền Tân bắc.